# Azotemia
Azotemia (do grego azoto, "nitrogênio" + hemia, "sangue") é uma alteração bioquímica que se refere a uma elevação plasmática/sanguínea dos níveis de compostos de nitrogênio (como ureia, ácido úrico, creatinina, proteínas). Esta deve-se amplamente a uma taxa de filtração glomerular insuficiente. A azotemia surge no contexto de uma grande diversidade de patologia renal, mas também pré-renal e pós-renal.

## Causas
A causa pré-renal (antes de chegar aos rins), é devida a um excesso de proteínas ou aumento do catabolismo protéico e, também, a uma redução do volume sanguíneo ou da circulação renal. Destacam-se entre as causas pré-renais: insuficiência cardíaca, hemorragias, desidratação aguda (decorrentes de vômitos e diarreias), alimentação excessiva de proteínas e nível aumentado de cortisol (hormônio do estresse, que estimula o catabolismo proteico). Comum em pacientes hospitalizados.
A causa renal decorre de uma doença renal aguda ou crônica, como insuficiência renal, necrose tubular aguda ou uma glomerulonefrite, que leva à problemas na taxa de filtração glomerular.
A causa pós-renal compreende um aumento desproporcional de ureia em relação à creatinina. Isso se deve ao processo de difusão retrógrada da uréia, quando a urina já está formada. Também compreende obstruções do trato urinário, causadas por nefrolitíase e tumores. Comum nas últimas semanas de gravidez.

## Sintomas
Possíveis sintomas incluem:
- Menor volume de urina;
- Confusão mental;
- Dificuldade para concentrar e ficar atento;
- Boca seca;
- Pulso Rápido;
- Fadiga;
- Pele pálida;
- Coceira;
- Sede;
- Tremor;
- Dor abdominal.